# Service des affaires indigènes nord-africaines
Le Service des affaires indigènes nord-africaines ou Service de surveillance et de protection des Nord-Africains (SSPNA) de la préfecture de Police de Paris a été, de sa création en 1925 à l'initiative du conseil municipal de Paris jusqu'à sa dissolution officielle fin 1945, le service central de contrôle administratif et politique des Algériens en France.

## Création
À la suite d'une intense campagne de presse après un double meurtre commis en 1923 par un Algérien, le conseiller municipal André-Pierre Godin (1875-1952), ancien administrateur colonial, obtient la création de ce service de surveillance et de protection des indigènes Nord-Africains (SSPINA), selon une des multiples appellations officielles de cette administration, dite de la « rue Lecomte », en raison de son lieu d’implantation, au numéro 6 de cette rue du 17e arrondissement. Inaugurée en 1925, elle visait à encadrer toute la vie des travailleurs algériens en métropole en regroupant services administratifs, sociaux, sanitaires sous le contrôle d’un service de police. L’hôpital franco-musulman, créé en 1935 à Bobigny, est sous sa responsabilité.
La rue Lecomte est surtout connue pour sa section policière, la brigade nord-africaine (BNA), composée d'une trentaine de membres « chargés [de] la surveillance générale des Nord-Africains, de leurs réunions, des garnis et des débits. Ils ont mission de renseigner le préfet de police, et par son intermédiaire, le Gouvernement, sur tous les mouvements politiques ou autres, pouvant se produire dans la population nord-africaine. » Une partie des membres de la brigade ont préalablement travaillé dans les colonies. Relativement autonome au sein de la préfecture de police, la BNA agit fréquemment en dehors du cadre légal. Elle importe en métropole les systèmes de la Chikaïa ou de l’Amam, sortes de médiations pénales fondées sur le Code de l'indigénat. En outre, elle fait pression sur les milieux nationalistes, dressant une liste des participants aux meetings de l’Étoile nord-africaine, association anticolonialiste fondée en 1926, et leur supprimant ensuite les droits aux allocations chômages ou familiales, qui leur sont versés par le SSPNA. Des pressions sont aussi exercées sur les employeurs afin de les licencier puis de les expulser.

## Sous le Front populaire
Le service est critiqué sous le Front populaire, au pouvoir à partir de 1936. Le sous-secrétaire d’État au ministère de l’Intérieur, Raoul Aubaud, parle en janvier 1938 d’un véritable service d’espionnage. Trois mois plus tard, le rapport « Les Nord-Africains en France », rédigé par Pierre Laroque et François Ollive, et commandé par Léon Blum au Haut Comité méditerranéen, affirme que le service ne remplit pas ses fonctions de protection, en soulignant que les « indics » utilisés sont ceux qui exploitent les immigrés (marchands de sommeil, etc.). Le rapport Laroque met l’accent sur le fichier constitué par la Brigade, et préconise la dissociation des activités de protection sociale et de répression. La chute du Front populaire, remplacé par le gouvernement Daladier, empêche cependant la mise en œuvre de ces réformes.

## Dissolution
Le service des affaires indigènes est supprimé à la Libération pour faits de collaboration, la brigade Nord-Africaine ayant fourni en particulier les principaux auxiliaires français de la Gestapo parisienne. L’encadrement administratif de l’immigration issue de l’Algérie, de Tunisie et du Maroc est transféré aux services sociaux métropolitains, mais la guerre d’Algérie permettra au ministère de l’Intérieur de retrouver une grande partie de ses prérogatives à partir de 1956, et à certains anciens agents du bureau et de la brigade de reprendre un rôle actif.

## Création d'un autre SLNA en 1947
Après la guerre, en 1947, est créé un "service des liaisons nord-africaines" (SLNA), organe chargé du renseignement politique sur les "Français musulmans", qui sera très actif à l'époque de la Guerre d'Algérie et qui est dès sa création "l’héritier de ce qu’on appelait avant 1946 les affaires indigènes", chargé de la surveillance politique, lui aussi, des français musulmans dans l’Algérie française. C'est lui qui sera chargés des requêtes des familles des disparus, et des relances à l'armée sur le sort de ces personnes, son travail ayant permis d'établir un fichier interne à la Préfecture d'Alger recensant ces requêtes. Ce fichier du SLNA ne visait pas à lister les disparus mais à apporter une assistance aux victimes de la terreur des militaires français à Alger, en particulier les très nombreuses veuves dans le besoin. Le gouvernement ayant donné "carte blanche" à l’armée et en particulier aux parachutistes, le SLN "n’a plus grand-chose à surveiller" à partir de 1957 et doit demander cette armée, via la préfecture, "ce qu’elle a fait des gens enlevés", selon l'historien Fabrice Riceputi.
Le SLNA a pour mission de déterminer "les causes des crises et des malaises observés dans la population" et il publie des
bulletins mensuels de 6 à 20 pages, en plus d'un rapport annuel. Au cours de  de l’année 1955, ses rapports ont constaté que les effectifs armés de l’ALN algérienne passent de 1000 à près de 6000 personnes puis à près de 15000 personnes l'année suivante.
Ce service composé de 13 personnes à Alger, et 1 à 2 autres dans les départements d'Algérie, a été dirigé jusqu’en avril 1957 par le colonel Paul Schoen, connu pour son libéralisme selon l’historien du colonialisme Charles-Robert Ageron, qui fut avant 1954, et au début de la guerre d’Algérie, le spécialiste des Affaires musulmanes du gouverneur général à Alger. C'est lui qui a créé en mai 1947 le SLNA, rattaché au cabinet civil du gouverneur. Par la suite, le Centre de renseignement opérationnel du gouvernement général absorbe peu à peu le SLNA.